# 妮基塔·豪沃思
妮基塔·豪沃思（英語：Nikita Howarth，1998年12月24日—），新西兰女子自行车、游泳运动员。她曾代表新西兰参加2012年、2016年和2020年夏季残疾人奥林匹克运动会，获得一枚金牌和一枚铜牌。